# James S. Slingerland
James S. Slingerland (* 1834; † 1874 in Carson City, Nevada) war ein US-amerikanischer Politiker. Zwischen 1867 und 1871 war er Vizegouverneur des Bundesstaates Nevada.

## Werdegang
Die Quellenlage über James Slingerland ist nicht sehr ergiebig. Er lebte für einige Zeit im Yuba County in Kalifornien. Dort war er Mitglied der Demokratischen Partei und saß von 1859 bis 1860 in der California State Assembly. Später zog er nach Nevada. Anscheinend hat er damals die Demokraten verlassen und wurde Mitglied der Republikanischen Partei. Zwischen 1864 und 1866 gehörte er dem Senat von Nevada an, dessen President Pro Tempore er damals war. Zwischen 1867 und 1871 amtierte er unter Henry G. Blasdel als Vizegouverneur von Nevada. Dabei war er Stellvertreter des Gouverneurs und Vorsitzender des Staatssenats. Er starb im Jahr 1874 in Carson City, wo er auch beigesetzt wurde.